# Leptogaster masaica
Leptogaster masaica är en tvåvingeart som beskrevs av Lindner 1955. Leptogaster masaica ingår i släktet Leptogaster och familjen rovflugor.
Artens utbredningsområde är Tanzania. Inga underarter finns listade i Catalogue of Life.